# 校園搞怪王
校園搞怪王（法語：Angelo la Débrouille）其製作公司為TeamTO和Cake Entertainment，導演為Chloé Miller和Franz Kirchner(第二季起)。 
第一季是108集7分鐘的劇集，第二季是49集11分鐘和三個22分鐘的劇集。
目前台灣已播出第三季。
校園搞怪王有在2013年1月的第二屆國際艾美獎獲得提名，為24個的其一。
在台灣的卡通頻道播出。

## 劇情
《校園搞怪王》主要描述球球、小伍和蘿拉三個好友在學校、球球家等地以各種辦法解決生活上的問題。

## 角色

### 主要角色
- 球球（Angelo Lawrence）

配音員：Jennifer Visalli（美國）；何志威→江志倫（台灣）
11歲，是一個很聰明也很有想法的小孩，似乎是雙撇子.
居住於五口的家庭，上有一個姊姊依蓮、下有幼弟的皮皮。
每一集都會想很多辦法來解決問題。
對球球來說「只有想不想，沒有能不能」
但戀愛方面的事似乎是他的罩門。
暗戀蘿拉的表姊辛蒂。最喜歡的運動是滑板，但幾乎十項全能。
是學校的爆笑天王(鬼點子也是最多的人)。
- 蘿拉（Lola）

配音員：Cassandra Morris（美國）；楊凱凱（台灣）
11歲，是班上的模範生，也是校花。很受其他同學歡迎跟福老師的賞識(但也時常被手機等電子用品影響)。
很喜歡口水樂團。曾經暗戀滑板天王奧力，但後來成為死對頭。
很不會打籃球，但韻律體操一級棒。
是球球的隔壁鄰居，兩人在幼稚園的時候就認識了。
有一個表姊叫辛蒂。和父親同居。
- 小伍（Sherwood Forest）

配音員：Aaron Conley（美國）；錢欣郁（台灣）
11歲，學校最聰明的男生，運動細胞也很強。
最喜歡數學，也很擅長解決電子機構或物理上的問題。
語文方面的科目較弱。
曾經幫球球做過床車，和皮皮一樣會玩神奇魔寶卡片且非常熱衷。
相信有外星人，還因此被惡整，但其實沒有。
兩歲的時候就認識球球，和他一起搞怪的時間是小伍在菁英教育之中能夠放鬆玩樂的寶貴時光。

### 球球家
- 皮皮（Peter Lawrence）

配音員：Jackson Rheingold（美國）；楊凱凱（台灣）
球球的弟弟。
很可愛、天真無邪的五歲小孩。脾氣有時候會很壞，個性也頗固執。
在球球的計畫裡常常被歸類成難以控制的亂數。
和蘿拉相處的很好。球球甚至說過蘿拉是他最喜歡的人。
最好的朋友是小庫，常常玩在一起。喜歡看神奇魔寶和抱抱農場。
很會破壞玩具。
曾經瘋狂迷上神奇魔寶到了沒救的地步，但後來又因為小庫的邀約而戒掉。
擅長英文（神奇魔寶卡片學到英文）。
- 依蓮（Elena Lawrence）

配音員：Michelle Layton→Katie DiCicco（美國）；待查（台灣）
球球的姐姐，十五歲的青少女。
很愛漂亮，男朋友是杭特，但兩人老是處於分分合合的狀況。
工作是設計師，兼差家裡的保母。
曾被小霸王暗戀。
對球球和皮皮都很兇，也會仗著長女的身份使喚他們。
但是有時候會找球球訴苦或是請球球幫忙，通常都會以家事作為談判的籌碼。
曾經為了舊電視和球球上演家庭官司。
對蔓越莓過敏。
喜歡跟杭特視訊。
- 球球爸（Angelo's Dad）

配音員：John Douglas；于正昇（台灣）
喜歡打電動，常常忘東忘西。基本上是個溫厚的老實人。
曾經當過韻律體操教練，卻在比賽時輸給桑教練。後來為了幫助球球而指導他韻律體操。
很疼老婆。
有一次還把球球的電動遙控器帶到國外。
他還喜歡吃小魚乾培根捲。
- 球球媽（Angelo's Mom）

配音員：Gail Thomas（美國）；錢欣郁（台灣）
是藝術家戴米的經紀人。
很會煮飯，對每個小孩都很好。
基本上是家裡事務的主導者，跟爸爸相比也更具有威脅性。對球球的計畫比較敏銳。
以前做過的招牌菜「高麗菜苗焗飯」被球球竄改成了「起司焗飯」。
- 麻糬（Joe Momma）

球球家養的貓。
很調皮，因此常常淪為球球闖禍後的栽贓對象。曾經去學校搗蛋過。
- 球外婆(Angelo's Grandmother)

配音員：待查。
球球的外婆。其實也不喜歡吃高麗菜苗焗飯。

### 學校
- 小拙蛋（Butter Fingers）

配音員：待查（美國）；楊凱凱→宋昱璁（台灣）
不太聰明、對周遭反應非常遲鈍。暗戀蘿拉。有一個哥哥杭特。
常常被小霸王霸凌，但平常也會好好相處。家中似乎很有錢，爸爸可能是冒險樂園的幕後老闆。
跟球球等人關係不差。也會幫助他們的計畫。
- 小霸王（Walter Manetti）

配音員:美國→待查、台灣→陳彥鈞
學校的惡霸，興趣是霸凌同學。（連年紀比他大的也敢）
有一個弟弟叫作小庫。
疑似有雙性戀。（因為之前喜歡依蓮，後來又用很曖昧的說話方式跟小拙蛋說話）
雖然不喜歡球球，但在目的相同的時候還是會幫他的忙。
- 妮卡（Monica）

配音員:美國→待查中、台灣→張舒婷
學校的校刊記者、蘿拉的好朋友。
喜歡的人是小拙蛋。
- 粉美(Tracy Flickenger)

配音員:美國→待查中、台灣→張舒婷
球球的死對頭、福老師的外甥女。
是學校的糾察隊，很愛管東管西。
最愛打小報告。喜歡收到高貴的禮物
- 阿諾(Alonzo Bobshnagger)

配音員:美國→待查中、台灣→
體育很強，常被桑教練命令當排球隊長，學校風雲人物，與球球等人關係不差
- 克萊(Clyde Rogandarthus)

配音員:美國→待查中、台灣→(第一季)(第二季)
阿諾的好朋友，體育也很厲害，也當過排球隊長，與球球等人關係不差。
- 布蘭妮(Brandy)

配音員:美國→待查中、台灣→
很時髦的女孩，喜歡杭特也喜歡口水樂團。
- 伊森(Ethan)

配音員:美國→待查中、台灣→
學校的電動小子。
一玩起電動就旁若無人，需要用電動術語才能喚醒他，最喜歡打噴火兔兔，與球球等人關係並不錯。
- 阿傑(Ajay)

配音員:美國→待查中、台灣→
粉美找麻煩的對象之一
男生。長得很矮，喜歡吃芭樂。
- 糖糖(Candy)

配音員:美國→待查中、台灣→
女生。蘿拉的好朋友。
喜歡拍照。

### 學校相關人物
- 福老師(Mr.Foot)

配音員:美國→待查中、台灣→林協忠
球球的班導兼歷史老師、粉美的舅舅。
對學生態度很差。
很喜歡波拉老師。
有偏袒粉美的跡象，但後來拆穿粉美的詭計後開始幫球球說話。
對蘋果過敏
本名是福歐文
- 波拉老師(Miss Perla)

配音員:美國→待查中、台灣→劉如蘋
球球的美術老師，對每個學生都很好。
會在社區活動中心教瑜珈。
- 桑教練(Coach Czonka)

配音員:美國→待查中、台灣→林谷珍
球球的體育教練，很愛健身及使喚同學做伏地挺身，卻也很愛吃高熱量的食物。
- 西米(Schmidty)

配音員:美國→待查中、台灣→
學校的校工、廚房媽媽。
還會到處打工。

### 蘿拉家
- 蘿拉爸(Lola's Dad)

配音員:美國→待查中、台灣→
很愛看籃球比賽，也有去跳蚤市場賣過滑雪用具。
- 辛蒂(Cindy)

配音員:美國→待查中、台灣→
只有在好友即時通上出現，是球球的暗戀對象
是越野腳踏車和電吉他的高手(因此讓球球相當崇拜)

### 其他角色
- 凱西(Cathy)

配音員:美國→待查中、台灣→
杯子蛋糕店的老闆娘，有潔癖。
會舉辦杯子蛋糕免費試吃的活動。
有養一隻貓名字叫作提拉米蘇。
暗戀幫忙巡邏的警衛。
- 警衛

配音員:美國→待查中、台灣→
幫凱西的顧店的一個男生，暗戀凱西。
- 口水樂團(Slobber)

配音員:美國→待查中(阿迪)、待查中(野獸)
台灣→待查中(阿迪)、待查中(野獸)
2010年由兩兄弟阿迪(紫髮的)和野獸(綠髮的)組成的搖滾樂團
非常受到大家喜愛的當紅雙人樂團，受眾多年輕人和青年人喜歡，認識球球等人跟他們還挺熟的，曾把小伍誤認成大人，最喜歡波卡舞曲。
- 吉老爹

配音員:美國→待查中、台灣→
瘋瘋癲癲的老人，有時候會找球球麻煩但有時候又會幫忙球球，兼差過世界紀錄大全的見證人。
- 奧力(Ollie Van Dunk)

配音員:美國→待查中、台灣→
滑板天王，但後來被很多人討厭。
曾經擔任過粉美的床車推車員。
其實在卡通以外還有網友幫他畫了一個跟他一樣愛玩滑板而且技術跟他一樣好的漂亮女友(但不可能會在卡通裡面出現，因為那只是網友畫的)
杭特討厭的對象
- 杭特(Hunter Fingers)

配音員:美國→待查中、台灣→
會為了展現體魄，在拳擊測試機上動手腳。
依蓮的男朋友，在冒險樂園工作，職位為冒險樂園的副理。
看不起自己的弟弟-小拙蛋
但是與球球他們關係不差，有幾次會幫忙他們。
很喜歡口水樂團，但是很不喜歡奧力。
- 小庫(Cooper)

配音員:美國→待查中、台灣→
皮皮的好朋友，是一個很沒大沒小的小孩。
小霸王的弟弟。
- 提拉米蘇

凱西的貓，迷路了會自己走回家。
- 戴米大師(Damien Burst)

配音員:美國→待查中、台灣→
很自戀的藝術家。
原本經紀人是球球的媽媽，但因為倒戈其他經紀人因此受到球媽解雇。
還因為借住球球家讓球球一家人相當反感。
- 記者

配音員:美國→待查中、台灣→
戴眼鏡的男性記者。
- 桂花婆婆

配音員:美國→待查中、台灣→
會去拜訪球球的家，曾被球球討厭。還叫小伍用各種方法阻止她到他家。
但在她買了杯子蛋糕之後就開始對她有好感了。
- 小琪(Gigi)

配音員:美國→待查中、台灣→
波拉老師的姪女,喜歡騎三輪車。
- 莉薇

配音員:美國→待查中、台灣→
球媽的好朋友，在購物中心上班
在「烏龍大失憶」幫球球調過監視器畫面

## 物品
- Jpod
- 早餐脆片
- 口水樂團USB
- 無敵讚置物櫃
- 遊戲機
- 福(屁)老師的溫馨網頁
- 戰鬥內褲
- 好友即時通
- 飛天高蹺鑰匙圈 一個三千
- 奧力滑板X

## 地點

### 學校
- 教職員工休息室
- 播音室
- 糖果大金庫
- 教室
- 美術教室
- 廁所
- 餐廳
- 操場
- 籃球場

### 其他
- 凱西的杯子蛋糕店
- 購物中心
- 社區活動中心
- 冒險樂園
- 卡通水上樂園
- 戴米大師的畫廊
- 體育館
- 足球場
- 公園

## 集數列表
1. Comment échapper à une heure de colle ?
2. Toilettes de chat
3. Catch de Yacks
4. Les meilleures Tartelettes du monde
5. Festival Festi-Furie
6. Pas vu, pas pris
7. Le caleçon biotechnologique
8. L'interro surprise
9. Dernier choisi
10. Le Seigneur des cadeaux
11. L'exportation de prouts en Bolivie
12. Un poisson nommé Bubulle
13. Le voleur de goûter
14. La guerre des boulettes
15. Manetti doit gagner
16. Rallonger la récré
17. La guerre des corvées
18. Zapper n'est pas jouer
19. L'attaque Pirate
20. Une attente interminable
21. Adorable petit Pierre
22. Qui a tué Monsieur Lapin ?
23. Halte à la musique expérimentale
24. Le remplaçant
25. Le Gratin de Maman
26. Restons zen
27. La gaffe d'Angelo
28. Atchoum !
29. Cool pas cool
30. Le juge entre en jeu
31. L'Impossible Rupture
32. Malade pour de faux
33. L'enfant Gâté
34. Le Marathon
35. La plage
36. La Collection
37. Manetti amoureux
38. Manetti doit réussir
39. Au secours, mes amis sont amoureux
40. Dehors l'artiste
41. Un peu de romance
42. Il faut sauver Annette
43. La clef du succès
44. Le casse de l'école
45. Au boulot !
46. La nuit de l'horreur
47. Dernier Combat
48. La trompette de la mort
49. Annivers'hier
50. Mon père ce héros
51. La porte Interdite
52. Censuré
53. Dans le mille !
54. Le sommeil du chimpanzé
55. Un surdoué pas très malin
56. La Musique dans la peau
57. Le Millième
58. Même pas peur
59. Question de pouvoir
60. Skate de la discorde
61. L'audition
62. L'heure du thé
63. Tu veux t'battre ?'
64. La Liste
65. La squatteuse de douche
66. Même pas malade
67. La main dans le sac
68. Le roi du bitume
69. Megabingodingo
70. Céréale Zombi
71. Œil pour œil
72. Orientation 007
73. La faute à Victor
74. Gros mot
75. L'impressionnant Bertrand-François
76. Les invités permanents
77. Ce week-end n'aura pas lieu
78. 7 Minutes Chrono
79. Vive le sport !
80. Les filles et leur téléphone
81. Les gros durs
82. Nourrir un chat
83. Les gros durs ont un cœur
84. Les chats
85. La cuisine de Maman
86. Les petits frères
87. Accélérer les cours
88. Ah, l'amour !
89. Après l'école
90. Debout !
91. Être populaire
92. S'éclater sans se ruiner
93. Avoir l'air intelligent
94. Cours toujours !
95. Impitoyable prof de sport
96. Faire craquer sa maman
97. Faire taire son petit frère
98. Éviter d'être puni
99. L'art d'être un artiste
100. Les ados
101. Sortir le grand jeu
102. Danger, papa à l'approche
103. Parents injustes
104. Manger des fruits
105. S'amuser sans jeux vidéo
106. Les grandes sœurs
107. Drôles de profs
108. Rapide comme l'éclair

| 集數 | 台灣翻譯標題 | 英文翻譯標題 | 法文原文標題 |
| ---- | ------------ | ------------ | ------------ |
| 01   |              |              |              |
| 02   |              |              |              |
| 03   |              |              |              |
| 04   |              |              |              |
| 05   |              |              |              |
| 06   |              |              |              |
| 07   |              |              |              |
| 08   |              |              |              |
| 09   |              |              |              |
| 10   |              |              |              |
| 11   |              |              |              |
| 12   |              |              |              |
| 13   |              |              |              |
| 14   |              |              |              |
| 15   |              |              |              |
| 16   |              |              |              |
| 17   |              |              |              |
| 18   |              |              |              |
| 19   |              |              |              |
| 20   |              |              |              |
| 21   |              |              |              |
| 22   |              |              |              |
| 23   |              |              |              |
| 24   |              |              |              |
| 25   |              |              |              |
| 26   |              |              |              |
| 27   |              |              |              |
| 28   |              |              |              |
| 29   |              |              |              |
| 30   |              |              |              |
| 31   |              |              |              |
| 32   |              |              |              |
| 33   |              |              |              |
| 34   |              |              |              |
| 35   |              |              |              |
| 36   |              |              |              |
| 37   |              |              |              |
| 38   |              |              |              |
| 39   |              |              |              |
| 40   |              |              |              |
| 41   |              |              |              |
| 42   |              |              |              |
| 43   | 空氣吉他大戰 |              |              |
| 44   |              |              |              |
| 45   |              |              |              |
| 46   | 床車大賽     |              |              |
| 47   | 糖果終極任務 |              |              |
| 48   |              |              |              |
| 49   | 無敵讚置物櫃 |              |              |

## 外部連結
- （英文）官網
- Facebook粉絲專頁